# 長田裕之 (農芸化学者)
長田 裕之（おさだ ひろゆき、1954年8月 - ）は、日本の農芸化学者（ケミカルバイオロジー）。学位は農学博士（東京大学・1983年）。国立研究開発法人理化学研究所環境資源科学研究センターユニットリーダー、静岡県立大学薬学部特任教授、一般社団法人日本癌学会名誉会員。
理化学研究所主任研究員、独立行政法人理化学研究所環境資源科学研究センターケミカルバイオロジー研究グループグループディレクター、独立行政法人理化学研究所環境資源科学研究センター副センター長などを歴任した。

## 概要
福島県白河市出身の農芸化学者である。東京大学農学部卒業、同大学院農学系研究科博士課程修了。理化学研究所抗生物質研究室に入所し、1985年（昭和60年）から1986年（昭和61年）に国立がん研究所フォガティーフェロー、2003年（平成15年）にはルイ・パスツール大学客員教授などを兼任した。2013年（平成25年）4月より、理化学研究所環境資源科学研究センターケミカルバイオロジー研究グループのグループディレクターを務めていた。

## 来歴

### 生い立ち
1954年（昭和29年）8月に生まれた。国が設置運営する東京大学に進学し、農学部の農芸化学科にて学んだ。1978年（昭和53年）3月、東京大学を卒業した。それに伴い、農学士の学位を取得した。さらに東京大学の大学院に進学し、農学系研究科にて学んだ。在学中に「大腸菌におけるコリシンE2特異的プロテアーゼの本体と機能に関する研究」と題した博士論文を執筆した。1983年（昭和58年）3月、東京大学の大学院における博士課程を修了した。それに伴い、農学博士の学位を取得した。

### 農芸化学者として
科学技術庁の特殊法人である理化学研究所に1983年（昭和58年）4月に入所し、抗生物質研究室に配属された。1992年（平成4年）4月、理化学研究所の主任研究員に昇任した。それ以来、2015年（平成27年）3月まで抗生物質研究室に所属する主任研究員として勤務した。2013年（平成25年）4月から2022年（令和4年）3月にかけては、理化学研究所の環境資源科学研究センターのケミカルバイオロジー研究グループにてグループディレクターを務めていた。2022年（令和4年）4月からは環境資源科学研究センターのユニットリーダーを務めた。なお、理化学研究所では要職を歴任しており、2013年（平成25年）4月から2020年（令和2年）3月まで環境資源科学研究センターの副センター長を兼務していた。
また、他の教育・研究機関の役職も兼任していた。1985年（昭和60年）から1986年（昭和61年）には、アメリカ合衆国にて国立がん研究所のフォガティーフェローを兼任していた。2003年（平成15年）には、フランス共和国にてルイ・パスツール大学の客員教授を兼任していた。2022年（令和4年）4月1日からは、県と同名の公立大学法人により設置運営される静岡県立大学にて、薬学部の特任教授を兼任していた。薬学部においては、主として薬学科の講義を担当し、渡辺賢二、佐藤道大、岸本真治らとともに生薬学分野を受け持った。
これまでの業績により、日本癌学会より名誉会員の称号が贈られている。

## 研究
研究内容の概略
永年にわたって、天然物ケミカルバイオロジーの研究に努め、リベロマイシンＡなど微生物由来の新規化合物を多数見出した。見出した化合物の標的分子を明らかにするために、化合物処理で変動する細胞内タンパク質をプロファイルしたケムプロテオベース（ChemProteoBase）、化合物処理で変化する細胞形態をプロファイルしたモルフォベース（MorphoBase）を開発し、新規化合物の発見および化合物の分子標的同定の能力を飛躍的に向上させた。小分子化合物とタンパク質の相互作用解析は、創薬研究で重要な情報を与えるが、研究を開始した当時は、用い得る手法も限られていて容易ではなかった。その課題に取り組んで、1つのタンパク質に対して多数の化合物との結合を一度に測定することを可能にした化合物アレイ法を確立した。さらに、1つの化合物と細胞内のすべてのタンパク質との結合を網羅的に測定することを可能にした新手法（２DE－CETSA）を開発した。自らの研究を推進するだけでなく、理研天然化合物バンク（NPDepo）を設立し、どの研究機関に所属する研究者にも化合物ライブラリーの使用を可能にすることで、ケミカルバイオロジー研究の発展に貢献している。
リベロマイシンAの研究
特に、リベロマイシンＡの研究において、発見から医薬品候補としての可能性を追求するまで貫徹した研究を行っている。この研究の動機は、米国滞在中に発見した表皮細胞増殖因子（KGF/FGF7）に遡る。がん細胞は、細胞増殖因子のシグナル伝達系を活性化することで、自己増殖能を獲得しているので、その阻害剤は新たな抗がん剤となることが期待された。この着想から、新しい阻害剤のスクリーニング系を構築して、群馬県で採取した土壌から分離した放線菌から、増殖因子の阻害剤を見出しリベロマイシンＡと命名した。リベロマイシンＡの化学構造は、スピロアセタール環と3つのカルボン酸を含むユニークなもので、有機合成化学者、生合成研究者の研究標的として注目された。世界に先駆けて有機合成化学者と協力してリベロマイシンＡの全合成を成し遂げ、スピロアセタール環が阻害活性に重要であることを明らかにした。
さらに、生産菌である放線菌が、このスピロアセタール環を構築する経路として、エポキシド経由の環化反応と脱水環化反応の経路の2通りの可能性が考えられたが、リベロマイシンＡの生合成遺伝子を単離・解析して、2つの遺伝子産物（RevＧとRevＪ）が協調して脱水環化反応の経路でスピロアセタール環を形成することを解明した。
リベロマイシンＡ発見当初は、抗がん剤候補化合物としてリベロマイシンＡの作用機作研究を行っていたが、リベロマイシンＡが破骨細胞に選択的にアポトーシスを誘導することを見出してから、研究が大きく発展した。すなわち、破骨細胞が関与する様々な疾病（骨粗しょう症、がんの骨転移、多発性骨髄腫）のモデルマウスにおいて、リベロマイシンＡが顕著な治療効果を示すことを明らかにした。現在は、リベロマイシンＡが口腔内の破骨細胞を減らすことで、歯周病に治療効果があることを明らかにし、臨床応用を目指した研究が進んでいる。
新技術の開発研究
自ら単離した化合物をはじめとして、入手可能な天然化合物を収集した理研天然化合物バンク（NPDepo）を設立し、化合物ライブラリーを研究者に配布して、アカデミア創薬を支援している。また、独自のアイデアで、数千の化合物を基盤（チップ）上に固定化した化合物アレイを作製し、これまでにない高速薬剤スクリーニングを可能にした。これらの研究資源、技術プラットフォームは、天然物ケミカルバイオロジー研究の発展に大きく貢献している。
国際貢献
天然物ケミカルバイオロジーの普及において、国外の研究機関から多くの招聘を受けている。平成14年から隔年で、日韓ケミカルバイオロジー合同シンポジウムを開催し、日韓両国の若手ケミカルバイオロジー研究者に指導的役割を果たしている。平成22年に、韓国生命工学研究所（KRIBB）の招聘研究員に任命され、KRIBB-RIKEN連携センターを設立し、韓国のケミカルバイオロジー研究の発展に貢献した。フランスのストラスブール大学から平成15年に客員教授として招聘され、大学での講義および日本学術振興会ストラスブール研究連絡センターで天然物創薬に関する講演会を行った。さらに、マレーシア理科大学から招聘され、平成21年にマレーシア理科大学・ペナン校にマレーシア産の植物から生理活性物質を探索するための連携研究室を設立し、天然物データベースCURINaPをWEBで公開している。平成22年には、ドイツマックスプランク研究所（ドルトムントの分子生理研究所とポツダムのコロイド界面研究所）と、システムズケミカルバイオロジー研究の連携センターを設立し、日独若手研究者の人材育成を行うとともに優れた研究成果を挙げている。
学会への貢献
微生物由来の生理活性物質を多数発見しており、これらの業績に対して多数の賞を受賞した。さらに、日本放線菌学会会長、日本がん分子標的治療学会理事長、日本ケミカルバイオロジー学会会長などの要職を歴任し、学会の発展に多大の貢献をしたことから、日本農芸化学会フェロー、日本癌学会名誉会員、日本放線菌学会名誉会員の称号を与えられている。
受賞研究の概要
天然物ケミカルバイオロジーの分野において、微生物が生産する細胞機能阻害剤としてリベロマイシンＡなど多数の新規化合物を見出し、それらの生合成機能の解明、標的分子の同定において優れた研究業績を挙げた。日本のアカデミア創薬を加速するために理研天然化合物バンクを設立し、研究者の創薬スクリーニングを支援するとともに、独自に化合物アレイ法などの革新的なケミカルバイオロジー技術を開発した。
顕著な研究業績の具体的内容
細胞機能阻害剤剤（バイオプローブ）の探索研究では、分子生物学的手法によるバイオアッセイ系の確立が重要である。がん細胞のシグナル伝達系およびがん遺伝子産物に着目し、独自のバイオアッセイ系を確立し、キナーゼ阻害剤などを糸状菌、放線菌から見出した（昭和63年～平成8年）。これにより、平成8年に日本抗生物質学術協議会から住木・梅澤記念賞を受賞。
抗生物質の多くは、土壌微生物である放線菌によって生産されるが、放線菌に感染するファージは有害である。放線菌ファージの阻害剤をスクリーニングするバイオアッセイ系を確立し、新規抗ファージ物質RK-1441Aなどを見出した。ファージの研究は、がんウイルス研究との共通点も多く、抗生物質研究から抗がん剤研究へのパラダイムシフトをもたらした。（平成元年～12年）。これにより、平成12年に日本放線菌学会賞を受賞。
がん細胞選択的にアポトーシスを誘導する化合物が、抗がん剤として有望である。微生物から抗がん剤候補物質を探索し、タンパク質（MST/KRS）を高発現するがん細胞に選択的にアポトーシスを誘導するサイトトリエニンを放線菌から見出した。その作用機作を明らかにするとともに、有機化学的全合成を達成した。（平成8年～14年）。これにより、平成14年に文部科学大臣賞（研究功績賞）を受賞。
微生物由来の生理活性物質で細胞機能の解析に有効な化合物をバイオプローブと命名し、抗生物質の研究手法、応用研究を発展させた新しい研究手法を開拓した。アポトーシスなどの生命現象を解析するバイオプローブを多数開発し、研究用試薬としてSigma-Aldrichなどの試薬販売会社から販売された。（平成10年～19年）。これにより、平成19年にバイオインダストリー協会賞を受賞。
創薬研究において、薬剤の候補化合物とその標的分子の結合を検出することは重要な課題である。1枚のチップ上に数千の化合物を固定化した化合物アレイを開発し、タンパク質と化合物の結合を、迅速かつ網羅的に検出する手法を開発した。本手法を用いて化学生物学（ケミカルバイオロジー）の発展に貢献した（平成14年～21年）。これにより、平成21年日本農芸化学賞を受賞。

## 略歴
- 1978年（昭和53年）3月 - 東京大学 農学部 農芸化学科 卒業
- 1983年（昭和58年）3月 - 東京大学大学院 農学系研究科 博士課程 修了（農学博士）論文の題は"大腸菌におけるコリシンE2特異的プロテアーゼの本体と機能に関する研究"
- 1983年（昭和58年）4月 - 理化学研究所入所 抗生物質研究室

（この間 1985-1986年　米国 NIH (NCI) Fogarty Fellow）　　
- 1992年（平成4年）4月 - 2015年 (平成27年) 3月 理化学研究所 主任研究員（抗生物質研究室）

（この間 2003年 仏国 ストラスブール大学客員教授）
- 2008年（平成20年）4月 - 2013年 (平成25年) 3月 理化学研究所 基幹研究所 ケミカルバイオロジー研究領域長
- 2009年（平成21年）10月- 2013年 (平成25年) 3月 理化学研究所 基幹研究所 ケミカルバイオロジー研究領域　ケミカルバイオロジー基盤研究施設長
- 2012年（平成24年）4月- 2013年 (平成25年) 3月 理化学研究所 基幹研究所 副所長
- 2013年 (平成25年) 4月- 2020年 (令和2年)  3月 理化学研究所 環境資源科学研究センター 副センター長
- 2013年 (平成25年) 4月- 2022年 (令和4年)  3月理化学研究所 環境資源科学研究センター ケミカルバイオロジー研究グループ グループディレクター

（この間 1999-2020年　埼玉大学 理工学研究科 客員教授)　　
（この間 ニュージーランド ヴィクトリア大学ウエリントン 客員教授)　　
（この間 マレーシア工科大学客員教授)
- 2022年 (令和4年) 4月- 理化学研究所 環境資源科学研究センター 化合物リソース開発研究ユニット ユニットリーダー
- 2022年 (令和4年) 4月- 静岡県立大学薬学部特任教授

## 賞歴
- 1991年（平成3年）3月 - 日本農芸化学会農芸化学奨励賞
- 1996年（平成8年）11月 - 日本抗生物質学術協議会・住木梅澤記念賞
- 2000年（平成12年）7月 - 日本放線菌学会賞
- 2002年（平成14年）4月 - 文部科学大臣賞（研究功績賞）
- 2007年（平成19年）11月 - バイオインダストリー協会賞
- 2009年（平成21年）3月 - 日本農芸化学会賞
- 2015年（平成27年）4月 - Inhoffen メダル （ヘルムホルツ感染症研究センター(HZI)とブラウンシュヴァイク工科大学）
- 2016年 (平成28年) 3月 - 日本農芸化学会特別賞

## 栄典
- 2021年（令和3年）4月 - 紫綬褒章[10][11]

## 兼務
- 韓国生命工学研究所（KRIBB）招聘研究員
- 静岡大学大学院（グリーン科学技術研究所）客員教授
- 理研—マックスプランク連携部門　部門長
- 加藤記念バイオサイエンス振興財団　理事
- バイオインダストリー協会　評議員
- 野田産業科学研究所　評議員
- 微生物化学研究会　評議員
- 日本感染症医薬品協会 常務理事

## 学会等
- 日本ケミカルバイオロジー学会 会長
- 日本癌学会 名誉会員
- 日本がん分子標的治療学会 理事
- 日本農芸化学会 フェロー
- 日本放線菌学会 名誉会員
- 日本微生物連盟 常務理事
- 日本化学会　理事

## 編集委員
- Actinomycetologica
- Assay and Drug Development Technology
- Cancer Science
- Journal of Antibiotics
- Journal of General and Applied Microbiology
- Journal of Microbiology and Biotechnology
- Oncology Research

## 編集アドバイザー
- ACS Chemical Biology

## 主な原著論文
1. Nagasawa I, Muroi M, Kawatani M, Ohishi T, Ohba SI, Kawada M & Osada H: Identification of a Small Compound Targeting PKM2-Regulated Signaling Using 2D Gel Electrophoresis-Based Proteome-wide CETSA. Cell Chem Biol 27, 186-196 (2020).
2. Simpkins SW, Deshpande R, Nelson J, Li SC, Piotrowski JS, Ward HN, Yashiroda Y, Osada H, Yoshida M, Boone C & Myers CL: Using BEAN-counter to quantify genetic interactions from multiplexed barcode sequencing experiments. Nature Protoc (2019).
3. Piotrowski JS, Li SC, Deshpande R, Simpkins SW, Nelson J, Yashiroda Y, Barber JM, Safizadeh H, Wilson E, Okada H, Gebre AA, Kubo K, Torres NP, LeBlanc MA, Andrusiak K, Okamoto R, Yoshimura M, DeRango-Adem E, van Leeuwen J, Shirahige K, Baryshnikova A, Brown GW, Hirano H, Costanzo M, Andrews B, Ohya Y, Osada H, Yoshida M, Myers CL & Boone C: Functional annotation of chemical libraries across diverse biological processes. Nature Chem Biol 13, 982-993 (2017).
4. Ursu A, Illich DJ, Takemoto Y, Porfetye AT, Zhang M, Brockmeyer A, Janning P, Watanabe N, Osada H, Vetter IR, Ziegler S, Scholer HR & Waldmann H: Epiblastin A induces reprogramming of epiblast stem cells into embryonic stem cells by inhibition of casein kinase 1. Cell Chem Biol 23, 494-507 (2016).
5. Ray L, Valentic TR, Miyazawa T, Withall DM, Song L, Milligan JC, Osada H, Takahashi S, Tsai SC & Challis GL: A crotonyl-CoA reductase-carboxylase independent pathway for assembly of unusual alkylmalonyl-CoA polyketide synthase extender units. Nature Commun 7, 13609 (2016).
6. Hasebe F, Matsuda K, Shiraishi T, Futamura Y, Nakano T, Tomita T, Ishigami K, Taka H, Mineki R, Fujimura T, Osada H, Kuzuyama T & Nishiyama M: Amino-group carrier-protein-mediated secondary metabolite biosynthesis in Streptomyces. Nature Chem Biol 12, 967-972 (2016).
7. Yun CS, Motoyama T & Osada H: Biosynthesis of the mycotoxin tenuazonic acid by a fungal NRPS-PKS hybrid enzyme. Nature Commun 6, 8758 (2015).
8. Soeda Y, Yoshikawa M, Almeida OF, Sumioka A, Maeda S, Osada H, Kondoh Y, Saito A, Miyasaka T, Kimura T, Suzuki M, Koyama H, Yoshiike Y, Sugimoto H, Ihara Y & Takashima A: Toxic tau oligomer formation blocked by capping of cysteine residues with 1,2-dihydroxybenzene groups. Nature Commun 6, 10216 (2015).
9. Takahashi S, Toyoda A, Sekiyama Y, Takagi H, Nogawa T, Uramoto M, Suzuki R, Koshino H, Kumano T, Panthee S, Dairi T, Ishikawa J, Ikeda H, Sakaki Y & Osada H: Reveromycin A biosynthesis uses RevG and RevJ for stereospecific spiroacetal formation. Nature Chem Biol 7, 461-468 (2011).
10. Sun Y, Hahn F, Demydchuk Y, Chettle J, Tosin M, Osada H & Leadlay PF: In vitro reconstruction of tetronate RK-682 biosynthesis. Nature Chem Biol 6, 99-101 (2010).
11. Miyazaki I, Simizu S, Okumura H, Takagi S & Osada H: A small-molecule inhibitor shows that pirin regulates migration of melanoma cells. Nature Chem Biol 6, 667-73 (2010).
12. Yano A, Tsutsumi S, Soga S, Lee MJ, Trepel J, Osada H & Neckers L: Inhibition of Hsp90 activates osteoclast c-Src signaling and promotes growth of prostate carcinoma cells in bone. Proc Natl Acad Sci, USA. 105, 15541-6 (2008).
13. Kawatani M, Okumura H, Honda K, Kanoh N, Muroi M, Dohmae N, Takami M, Kitagawa M, Futamura Y, Imoto M & Osada H: The identification of an osteoclastogenesis inhibitor through the inhibition of glyoxalase I. Proc Natl Acad Sci, USA 105, 11691-11696 (2008).
14. Woo J-T, Kawatani M, Kato M, Shinki T, Yonezawa T, Kanoh N, Nakagawa H, Takami M, Lee KH, Stern PH, Nagai K & Osada H: Reveromycin A, an agent for osteoporosis, inhibits bone resorption by inducing apoptosis specifically in osteoclasts. Proc Natl Acad Sci, USA. 103, 4729-4734 (2006).
15. Watanabe N, Arai H, Iwasaki J-I, Shiina M, Ogata K, Hunter T & Osada H: Cyclin-dependent kinase (CDK) phosphorylation destabilizes somatic Wee1 via multiple pathways. Proc Natl Acad Sci, USA. 102, 11663-1668 (2005).
16. Watanabe N, Arai H, Nishihara Y, Taniguch M, Watanabe N, Hunter T & Osada H: M-phase kinases induce phospho-dependent ubiquitination of somatic Wee1 by SCF{beta}-TrCP. Proc Natl Acad Sci, USA. 101, 4419-4424 (2004).
17. 16.   Simizu S & Osada H: Mutations in the Plk gene lead to instability of Plk protein in human tumor cell lines. Nature Cell Biol 2, 852-854 (2000).

## 主な総説
1. Muroi M & Osada H: Proteomic profiling for target identification of biologically active small molecules using 2-D DIGE. Methods Mol Biol 1888, 127-139 (2019).
2. Osada H: Trends in bioprobe research. Bioprobes (Ed. H. Osada), Springer 1-10 (2017).
3. Watanabe N & Osada H: Small molecules that target phosphorylation dependent protein-protein interaction. Bioorg Med Chem 16, 30171-30177 (2016).
4. Osada H: Chemical and biological studies of reveromycin A. J Antibiot 69, 723-730 (2016).
5. Muroi M, Futamura Y & Osada H: Integrated profiling methods for identifying the targets of bioactive compounds: MorphoBase and ChemProteoBase. Nat Prod Rep (2016).

### 註釈
1. ↑  東京大学は、2004年に国から国立大学法人東京大学に移管された。
2. ↑  農学士の称号は、1991年7月1日以降の学士（農学）の学位に相当する。
3. ↑  東京大学大学院農学系研究科は、1994年に農学生命科学研究科に改組された。
4. ↑  農学博士の学位は、1991年7月1日以降の博士（農学）の学位に相当する。
5. ↑  科学技術庁は、文部省と統合され、2001年に文部科学省が設置された。
6. ↑  理化学研究所は、2003年に独立行政法人理化学研究所に改組された。
7. ↑  ルイ・パスツール大学は、2009年にストラスブール大学に吸収合併された。